# Ruderalvegetation

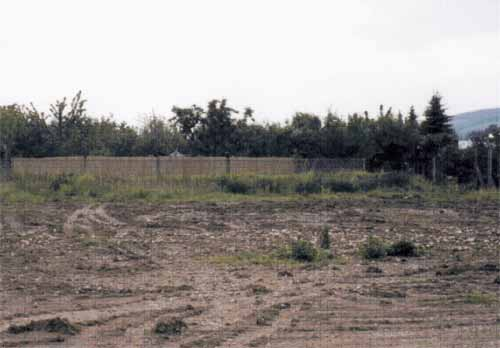
Brachfläche im ersten Jahr

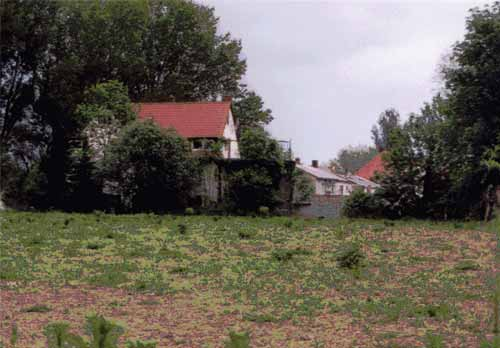
Brachfläche im zweiten Jahr

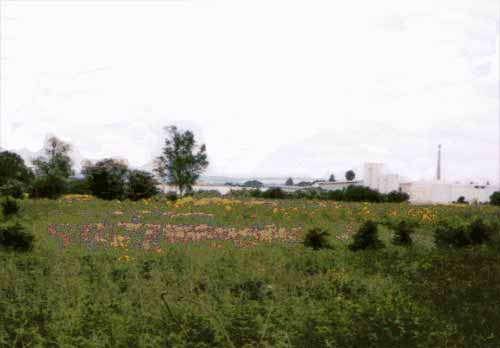
Brachfläche nach drei bis vier Jahren

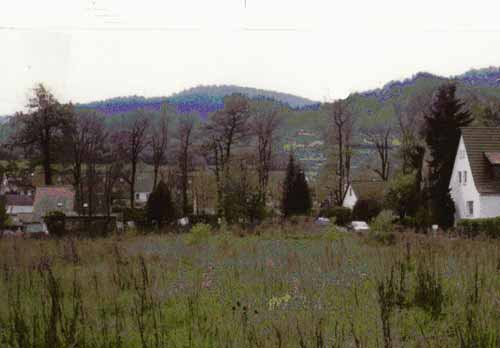
Brachfläche nach fünf bis sechs Jahren

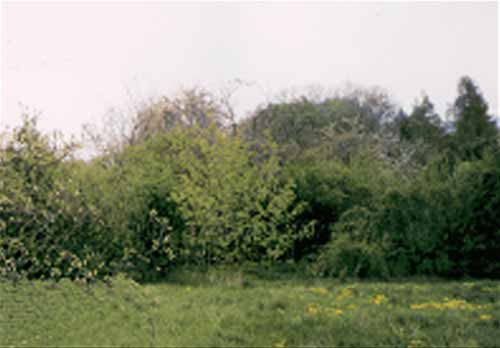
Brachfläche nach sieben bis acht Jahren

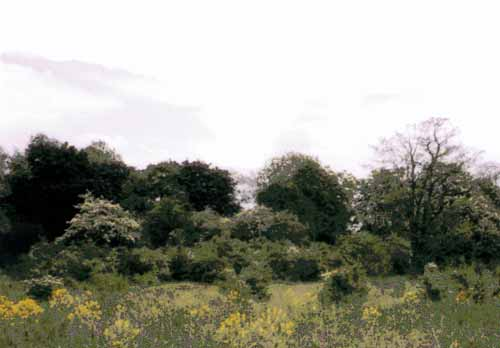
Brachfläche nach neun bis zehn Jahren

Ruderalvegetation von lateinisch rudus (Schutt) wird die Pflanzenwelt von menschlich tiefgreifend überprägten Standorten genannt, deren Zusammensetzung nicht vom Menschen beabsichtigt wurde, sondern die sich entweder auf ungenutzten bzw. brach gefallenen Flächen von ihm unbeachtet, oder auf devastierten, übernutzten oder vegetationsfrei gehaltenen Böden vielfältig einstellt.

## Allgemeines
Ruderale Standorte sind vom Menschen tiefgreifend überprägt, indem die vorherige Vegetation zerstört, das Bodengefüge verändert und dadurch gegenüber den ursprünglichen Verhältnissen abweichende Lebensmöglichkeiten geschaffen wurden. Auf künstlichen Böden, z. B. Aufschüttungen, Schotter, Schutthalden, Trümmerschutt, stellen sich bei spontaner Besiedlung immer ruderale Arten als Erstbesiedler ein.
Im Gegensatz zur Ruderalvegetation bezeichnet man die „Unkraut“-Vegetation der bewirtschafteten (v. a. Getreide-)Äcker als Segetalvegetation. Obwohl vom Menschen gleichermaßen Unkraut genannt, ist die Vegetation der Äcker durch den jährlichen Umbruch des Pflügens bestimmt und weist zahlreiche eigenständige Arten auf. Beide „Unkraut“-Vegetationstypen haben auch eine Reihe gemeinsamer Arten. Dabei ist die Vegetation der Hackfruchtkulturen wie Rüben oder Kartoffeln der Ruderalvegetation ähnlicher als diejenige der Getreidefelder. Vor allem die Vegetation der Wintergetreideäcker ist eigentlich die Segetalvegetation und weist die geringste Ähnlichkeit mit der Ruderalvegetation auf. Fällt ein genutzter Acker brach, verschwindet die Segetalvegetation nach wenigen Jahren und wird von ruderalen Pflanzenarten ersetzt.
Ein Spezialfall der Ruderalvegetation in der jüngeren Geschichte war der Neubewuchs durch Pionierpflanzen auf den durch Luftangriffe und Bodenkämpfe des Zweiten Weltkriegs entstandenen städtischen Schutt- und Trümmerflächen. Der für die im urbanen Bereich ungewohnte bzw. zuvor unbekannte Vegetation gebildete Begriff „Trümmerblume“ wurde insbesondere auf das Schmalblättrige Weidenröschen übertragen.
Die Standorte der Ruderalvegetation sind so vielfältig wie die menschlichen Einflüsse auf die Natur selbst. Die Vegetationsentwicklung z. B. auf feinerde- und nährstoffarmem Bahnschotter verläuft vollkommen anders als diejenige neben völlig überdüngten, staunassen Mist- oder Jaucheplätzen, obwohl beide als ruderale Standorte klassifiziert werden. Nährstoffarme Ruderalfluren entstehen auch auf Böschungen, Erdanrissen und Anschüttungen nach Baumaßnahmen, auf Bergbauhalden, an unbefestigten Wegen oder Wegrändern. Häufiger sind allerdings nährstoffreiche Ruderalfluren. Stark mit Stickstoff überdüngte Standorte weisen fast immer ruderale Vegetation auf, da die Überkonzentration der Nährsalze auf nicht besonders angepasste Arten schädlich wirkt.

## Entstehung
Ruderale Standorte sind aus Sicht der Evolution eine neuartige Erscheinung. Es existieren deshalb verhältnismäßig wenige Pflanzenarten, die hier ihren Ursprung haben und in der Naturlandschaft vollkommen abwesend waren. Die meisten Ruderalarten sind von Sonderstandorten in der Urlandschaft auf diese Standorte übergegangen, oder sie sind aus anderen Klimazonen eingewandert. Viele Ruderalarten entstammen den Uferzonen der großen Flüsse, an denen die Dynamik des fließenden Wassers schon immer vergleichbare Standorte geschaffen hatte. Einige Arten stammen von Spülsäumen der Meeresküste (unter Salzeinfluss gedeihende Arten sind besonders gut an mit Stickstoffsalzen überdüngte Standorte präadaptiert). Bei manchen Arten spekuliert man über frühere Vorkommen an Tierbauen oder -lägern, wobei ein Nachweis hier so gut wie unmöglich ist. Einige Arten sind aus der Steppenzone oder aus dem Mittelmeerraum zugewandert. Besonders hoch ist der Anteil der Neophyten an der Ruderalvegetation. Der Anteil dieser neu zugewanderten Arten liegt in naturnahen Vegetationseinheiten meist unter 5 %, kann aber in Ruderalfluren auf 30 % und darüber ansteigen. Man nimmt an, dass zugewanderte Arten an ruderalen Standorten mit viel offenen Böden, geringer Prägung durch Konkurrenzvorgänge und unreifen Pflanzengemeinschaften geringen Evolutionsalters besonders gute Etablierungschancen besitzen.

## Ruderaler Strategietyp
Im klassischen und viel verwendeten Ordnungsschema des Ökologen John Philip Grime definiert dieser den „ruderalen“ Strategietyp als einen der drei grundlegenden Anpassungstypen der Pflanzenwelt. Grime definiert drei Typen: Der „Konkurrenztyp“ (C nach engl. competitor) ist gegenüber anderen Pflanzenarten konkurrenzstark, langlebig und gedeiht am besten auf günstigen Standorten mit mittleren Bedingungen. Der „Stresstoleranztyp“ (S) vermag unter extremen Standortbedingungen zu gedeihen, wohin ihm andere Arten nicht folgen können. Der „Ruderaltyp“ (R) ist kurzlebig, aber ausbreitungsstark, häufig hat er besonders viele, langlebige Samen und bildet eine persistente Samenbank im Boden aus, aus der die Art sich auch nach langer Zeit regenerieren kann, wenn die Bedingungen für sie wieder günstig werden. Trägt man die Arten nach ihrem Strategietyp in einem Diagramm auf, bildet sich ein Dreieck. Misch- und Übergangstypen finden sich in der Mitte, Arten mit reinen Typen an den Spitzen.

## Vegetation

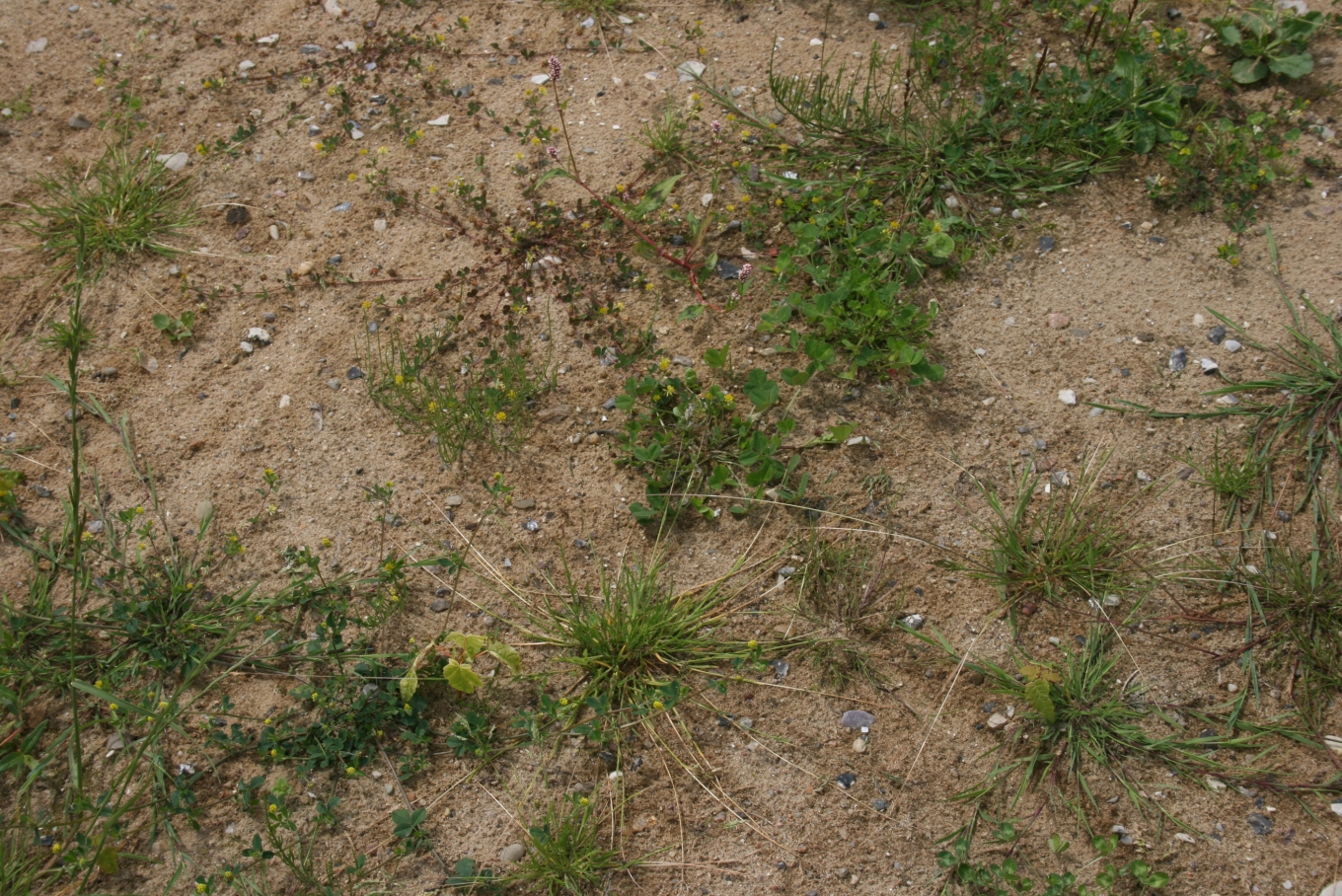
Ruderalflora

Von Ruderalpflanzen dominierte Vegetationsbestände lassen sich wie üblich als Pflanzengesellschaften beschreiben. Aufgrund der Heterogenität und Vielfalt der Ruderalfluren sind dabei extrem viele Einheiten beschrieben worden. Die übergeordnete Einteilung in Klassen und Ordnungen ist dabei recht gut geklärt und relativ unstrittig. Über Anzahl, Abgrenzung und Zusammensetzung der Assoziationen und ranglosen Gesellschaften existieren hingegen zahlreiche verschiedene, oft krass widersprüchliche Auffassungen.
- Die von ein- oder zweijährigen Arten beherrschten, kurzlebigen Ruderalfluren werden zur Klasse Sisymbrietea mit der einzigen Ordnung Sisymbrietalia gestellt. Bei den meisten älteren Autoren wurde diese Ordnung gemeinsam mit der Unkrautvegetation der Hackfruchtäcker in der Klasse Chenopodietea zusammengefasst.
- Die ausdauernden Ruderalfluren, meist aus mehrjährigen Hochstauden aufgebaut, rechnet man zur Klasse Artemisietea.
- Nährstoffreiche, meist im Halbschatten von Gehölzen optimal ausgebildete Saumgesellschaften werden in der Klasse Galio-Urticetea zusammengefasst. Sie wurden früher meist zu den Artemisietea gestellt.
- Die verwandten, beim Kahlschlag von Wäldern aufwachsenden Schlagfluren fasst man in der Klasse Epilobietea angustifolii zusammen.
- Die Stellung der aus Gehölzarten aufgebauten ruderalen Gebüsche und Vorwälder im System ist stark umstritten und schwierig zu fassen, da es sich in der Regel um artenarme Gesellschaften handelt.

Im Verlauf der Sukzession gehen die Gesellschaften ineinander über. Die klassische Abfolge einjährige (Sisymbrietea-Gesellschaften) – zweijährige-ausdauernde Stauden (Artemisietea-Gesellschaften) – Straucharten (Rhamno-Prunetea oder ruderale Gebüsche) – Bäume (Vorwaldgesellschaften – Schlusswaldgesellschaften) ist auf vielen Standorten anzutreffen, aber keinesfalls allgemeingültig. Es kommt relativ oft vor, dass bereits auf nacktem Boden Straucharten und Vorwaldbaumarten wie Birke und Salweide keimen und aufwachsen. Längerlebige Ruderalgesellschaften bleiben in der Regel nur dort erhalten, wo die Sukzession durch häufige Störungen immer wieder unterbrochen wird. Die unbeeinflusste Sukzession verläuft in der Regel auf nährstoffreichen Böden viel schneller als auf nährstoffarmen. Bei ausreichender Samenzufuhr kann sie auf stickstoffreichen Böden bereits nach fünf Jahren das Vorwaldstadium erreichen.

## Pflanzengesellschaften Mitteleuropas und ihre Bodenansprüche in Beispielen

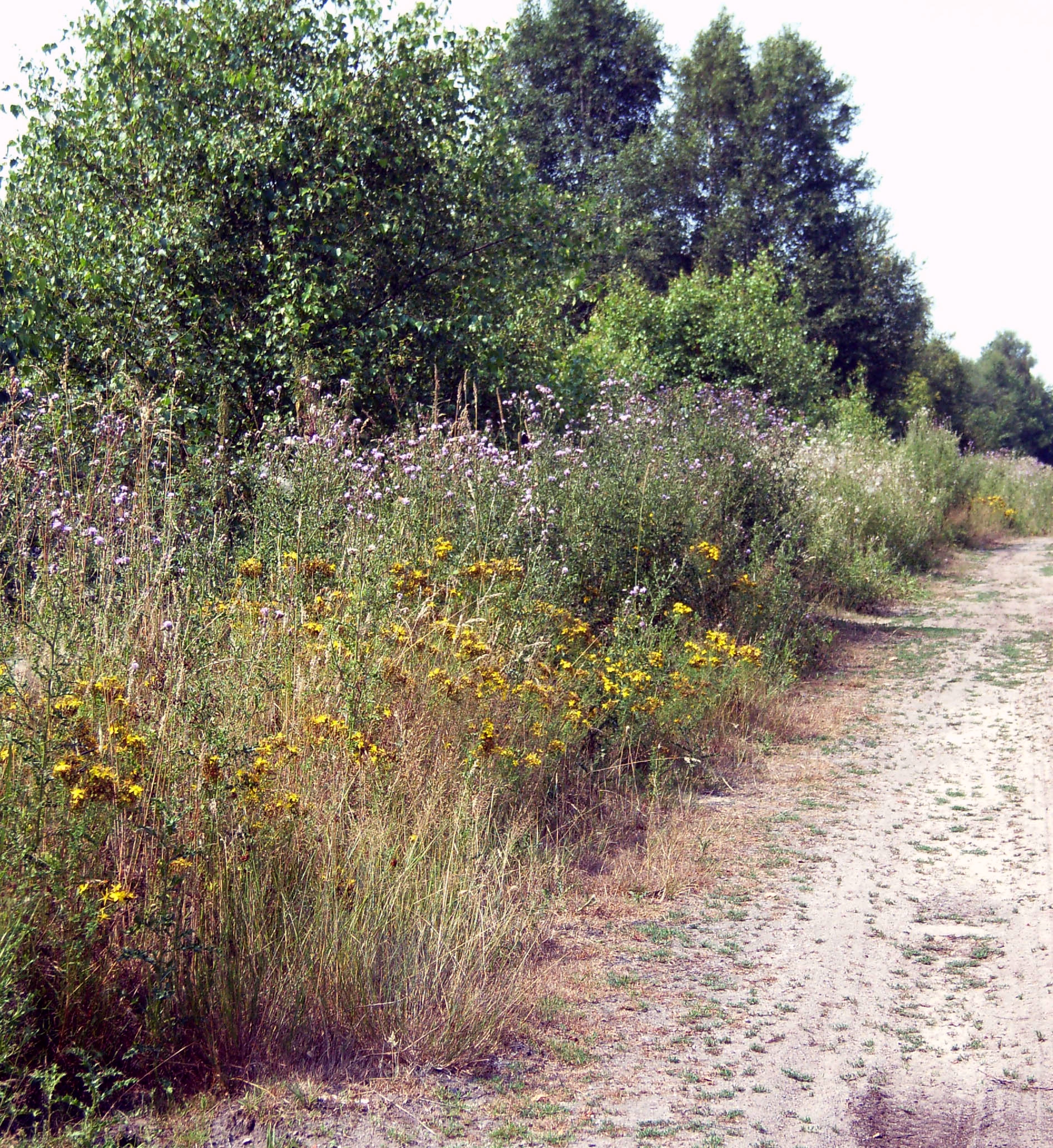
Wegrand mit Geflecktem Johanniskraut, Ackerkratzdistel und Gräsern.

### Kurzlebige Ruderalfluren
Typische Pioniervegetation auf offenen Rohböden ist die Kompasslattichflur mit den Arten Kompasslattich (Lactuca serriola), Portulak (Portulaca oleracea), Kanadisches Berufkraut (Conyza canadensis) und Ungarische Rauke (Sisymbrium altissimum). Vor allem in großen Städten bildet die Mäusegerstenflur mit der namengebenden Mäuse-Gerste (Hordeum murinum) Bestände an Straßenrändern und offenen Brachflächen. Der Kasseler Vegetationskundler Gerhard Hard hat dieser eine Monographie gewidmet. Ähnliche Standorte, auch in Dörfern, nehmen die Malvenfluren mit Weg-Malve (Malva neglecta), Kleiner Malve (Malva pusilla) und der einjährigen Kleinen Brennnessel ein. Typisch für Bahnhöfe sind Meldenfluren mit Glanz-Melde (Atriplex nitens), Spieß-Melde (Atriplex prostrata) und Verschiedensamiger Melde (Atriplex micrantha). Erst seit etwa Mitte der 1990er Jahre breiten sich Meldenfluren auf den Mittelstreifen der Autobahnen aus, wo die Verschiedensamige Melde mit ihren unterseits silbrigen Blättern kilometerlange Bänder ausbildet. Weit verbreitet, zum Beispiel entlang der Feldwege in der Agrarlandschaft, sind auch Raukenfluren mit Tauber Trespe (Bromus sterilis) und Weg-Rauke (Sisymbrium officinale). Diese Art war namengebend für die kurzlebigen Ruderalgesellschaften insgesamt.

### Ausdauernde Ruderalfluren
Typisch für feuchte stickstoffreiche Standorte wärmerer Lagen ist die Kletten-Beifuß-Flur mit Großer Klette (Arctium lappa) und Beifuß (Artemisia vulgaris), der namengebenden Art für die ausdauernden Ruderalfluren. Auf etwas trockeneren Standorten werden sie von Rainfarn-Beifuß-Fluren ersetzt, in denen (neben reichlich Brennnesseln) auch der Rainfarn (Tanacetum vulgare) vorkommt. Recht selten geworden sind „dörfliche Unkrautfluren“ mit Gutem Heinrich (Chenopodium bonus-henricus) und Schwarznessel (Ballota nigra). Ähnliche Plätze bevorzugt die Schierlingsflur mit dem hochgiftigen Gefleckten Schierling (Conium maculatum). Auch diese Art ist seit einiger Zeit auf die Autobahn-Mittelstreifen übergegangen. Wärmere und trockenere Standorte besiedeln Möhren-Steinklee-Fluren. Gesellschaften aus diesem Verwandtschaftskreis sind vor allem im Hochsommer oft besonders bunt und blütenreich. Typische Arten sind Wilde Möhre (Daucus carota), Weißer Steinklee (Melilotus albus), Echter Steinklee (Melilotus officinalis), Kleinblütige Königskerze (Verbascum thapsus) und andere Verbascum-Arten, Gewöhnlicher Natternkopf (Echium vulgare). Auf noch wärmeren Standorten kommt die auffallende Eselsdistel (Onopordum acanthium) hinzu. Sehr viele der kennzeichnenden Arten sind Zweijährige, die im ersten Jahr eine Blattrosette ausbilden, erst im zweiten Jahr blühen und danach absterben. Auf sandigen Böden kommen zur selben Artenkombination Arten wie Dach-Trespe (Bromus tectorum) und  Nachtkerzen (Oenothera biennis agg.) hinzu. Häufiger Begleiter sind die Goldrutenarten Kanadische Goldrute (Solidago canadensis) und Riesen-Goldrute (Solidago gigantea). In älteren Sukzessionsstadien können sie artenarme Hochstaudenfluren fast ohne weitere Arten ausbilden.
Auf nährstoffreichen frischen Böden, gern im Halbschatten von Gehölzen, wächst die Brennnessel-Giersch-Flur, neben der namengebenden Großen Brennnessel (Urtica dioica) und dem Giersch (Aegopodium podagraria) oft mit Roter Lichtnelke (Silene dioica) und Gefleckter Taubnessel (Lamium maculatum). Noch schattigere Standorte nehmen Waldinnensäume ein, z. B. mit Knoblauchsrauke (Alliaria petiolata), Echter Nelkenwurz (Geum urbanum), Gundermann (Glechoma hederacea), Ruprechtskraut (Geranium robertianum), Hecken-Kälberkropf (Chaerophyllum temulum). Auf entsprechenden Standorten breitet sich allerdings seit einigen Jahrzehnten, mit weiterhin zunehmender Tendenz, das einjährige Drüsige Springkraut (Impatiens glandulifera) aus, welches durch seine Wuchshöhe beinahe alle anderen Arten verdrängen kann.

### Ruderale Vorwaldgesellschaften
Spätere Sukzessionsstadien auf Ruderalstandorten führen zum Eindringen von Gehölzarten in die Ruderalvegetation. Auf stickstoffreichen Böden ist oft der Holunder (Sambucus nigra) die erste Gehölzart. Auf nährstoffärmeren Böden beginnt die Sukzession mit der Sandbirke (Betula pendula), d. h. hier fehlt ein Strauchstadium. Birkenpionierwälder wachsen großflächig auf feinerdearmen Rohböden, auf Bahnschotter oder Industriebrachen. Häufige Begleiter sind Robinie (Robinia pseudoacacia), seit etwa zwei Jahrzehnten zunehmend Sommerflieder (Buddleja davidii), in jüngster Zeit zusätzlich Götterbaum (Ailanthus altissima). Anstelle der Birkenvorwälder können manchmal Dickichte der Armenischen Brombeere (Rubus armeniacus), einer verwilderten Gartenpflanze, treten. Dickichte und Wäldchen aus diesen Arten finden sich oft kilometerlang entlang von Bahndämmen. Auf besseren Böden, z. B. Gartenbrachen, bilden die Laubbaumarten Berg-Ahorn (Acer pseudoplatanus) und Esche (Fraxinus excelsior) charakteristische Vorwälder, meist mit Arten der Waldinnensäume und Holunder als Unterwuchs.